# Bombomyia bicolorata
Bombomyia bicolorata är en tvåvingeart som först beskrevs av Mario Bezzi 1924.  Bombomyia bicolorata ingår i släktet Bombomyia och familjen svävflugor.
Artens utbredningsområde är Malawi. Inga underarter finns listade i Catalogue of Life.